# باول جنكينز (رسام)
باول جنكينز (بالإنجليزية: Paul Jenkins)‏ هو رسام أمريكي، ولد في 12 يوليو 1923 في كانساس سيتي في الولايات المتحدة، وتوفي في 9 يونيو 2012 في نيويورك في الولايات المتحدة.

## وصلات خارجية
- باول جنكينز على موقع ميوزك برينز (الإنجليزية)